# Knocking at Your Back Door
Knocking at Your Back Door è un singolo dei Deep Purple pubblicato nel 1984 negli USA e nel 1985 nel Regno Unito con diversi brani come lato B.

## Tracce
Edizione UK
Lato A
1. Knocking at Your Back Door – 3:59 (Ritchie Blackmore, Ian Gillan, Roger Glover)

Lato B
1. Perfect Strangers – 5:30 (Ritchie Blackmore, Ian Gillan, Roger Glover)

Edizione USA
Lato A
1. Knocking at Your Back Door – 3:59 (Ritchie Blackmore, Ian Gillan, Roger Glover)

Lato B
1. Wasted Sunsets – 3:51 (Ritchie Blackmore, Ian Gillan, Roger Glover)